# Picramnia connarioides
Picramnia connarioides är en tvåhjärtbladig växtart som beskrevs av Louis René Tulasne. Picramnia connarioides ingår i släktet Picramnia och familjen Picramniaceae. Inga underarter finns listade.